# Careproctus improvisus
Careproctus improvisus és una espècie de peix pertanyent a la família dels lipàrids.

## Hàbitat
És un peix marí i batidemersal que viu entre 260 i 306 m de fondària.

## Distribució geogràfica
Es troba a l'illa de Geòrgia del Sud.

## Observacions
És inofensiu per als humans.